# Andrej Patrus
Andrej Patrus, rusínsky Андрѣй Патрус-Карпатскый, ukrajinsky Патрус-Карпатський Андрій Михайлович (29. března 1917 Tereblja – 19. dubna 1980 Kyjev) byl rusínský básník, prozaik, novinář, překladatel, zástupce velitele 2. paradesantní brigády československého armádního sboru.

## Život
Andrei Patrus pocházel z rodiny dřevorubce. Od roku 1934 začal publikovat básně a povídky v edicích Нашъ Путь, Наши стремленія, Русскій Народный Голосъ, Карпаторусское Слово a v překladu i v českých vydáních. Jeho první publikací byla báseň Мой кличъ, která byla v roce 1934 uveřejněna v novinách Нашъ Путь. V té době byl středoškolákem na gymnáziu v Chustu, kam nastoupil v roce 1928 po absolvování lidové školy v rodné obce. V roce 1935 byl z gymnázia vyloučen za členství v tajné skupině Komsomol. Středoškolská studia pak absolvoval externě na gymnáziu v Mukačevu (1935–1937). Ve dvacátém roce svého života vydal básník svou první básnickou sbírku Плетью по совѣсти (Užhorod, „Školní pomoc“, 1937), v níž převládaly sociální a politické motivy.
V Mukačevě nastudovalo ochotnické divadlo jeho hru Сватання. V témže roce 1937 se navíc stal členem Komunistické strany Ukrajiny a zaujal místo literárního redaktora stranického časopisu Голос молоді, vydávaného v Užhorodu. V listopadu 1938, kdy byl Užhorod podle vídeňské arbitráže předán Maďarům, přijal Andrii Patrus počátkem roku 1939 práci v redakci chustských novin Русскій народный голосъ. Ale již v únoru 1939 přešel na místo literárního redaktora ukrajinských nacionalistických novin Нова Свобода v Chustu, kde působil do 16. března 1939. Jeho tehdejší básně a články plně odpovídaly charakteru novin.
Po pádu Karpatské Ukrajiny se vrátil do Terebly a až do května 1939 byl v domácím vězení a vyslýchán maďarským četnictvem. 29. září 1939, krátce po zřízení sovětsko-maďarské hranice v Karpatech, ilegálně uprchl se dvěma kamarády do Sovětskéhoý svazu, kde byli zatčeni a uvězněni v Kamenci Podolském. Vlivní členové Komunistické strany Sovětského svazu se však za Patruse zaručili a on byl propuštěn se statusem politického emigranta. Dostal práci jako novinář v místních novinách. Na začátku německo-sovětské války byl do listopadu 1941 v Rudé armádě a poté byl poslán do Buzuluku, kde se formoval 1. československý samostatný prapor. Zůstal zde jako překladatel pro československou vojenskou misi, která sídlila v nedalekém Kujbyševu (Samaře), kde se účastnil rozhlasového vysílání, udržoval kontakty s československými exulanty v Londýně, psal články o karpatském tisku v Americe a v roce 1943 publikoval sbírka básní Батьківщина кличе до бою. Zasloužil se o osvobození tisíců Rusínů z gulagu a doplnění československého armádního sboru. V misi byl do října 1943, poté byl poslán zpět do Buzuluku a jako zástupce velitele 2. paradesantní brigády Čs. armádního sboru procházel bojištěm až do konce války. Po válce se vrátil domů a poté zjistil, že v roce 1943 byl odsouzen Komunistickou stranou Ukrajiny za „kontakty s Pavlem Ciberem, emigrační tendence, odchod ze stranické linie a nemorální chování“. Byl přijat za člena Komunistické strany Ukrajiny (b), Svazu spisovatelů Ukrajiny, stal se členem redakční rady předních regionálních novin Закарпатська Правда a stal se šéfem regionální organizace spisovatelů. Zvítězil v soutěži o nejlepší poetickou dopisní ódu Stalinovi a získal značné finanční ocenění. V říjnu 1947 byl zatčen NKVD a obviněn, že je „parazit fašistů a anglický špión“. Patrusův případ byl v podstatě ozvěnou prvního velkého politického procesu v Československu po komunistickém puči, v němž byl hlavním obviněným generál Heliodor Píka, Patrusův náčelník vojenské mise v SSSR. Píka byl oběšen a Patrus dostal 25 let v Gulagu. Trest si odpykával ve Vorkutě (Komijská republika), kde pracoval v dole. Poté byl převeden do koncentračního tábora Ozerlag, v oblasti města Tajšet, kde pracoval jako dřevorubec a operátor motorové pily. V roce 1956 byl rehabilitován a mohl se vrátit domů. Žil ve vesnici Mynaj u Užhorodu, spolupracoval v místním zpravodajství a významných ukrajinských periodikách. Aktivně vydával nové knihy. V posledních letech žil v Kyjevě, kde zemřel a byl pochován.

## Dílo
- Sbírky poezie
  - Плетью по совести (Ужгород, 1937; rusky),
  - Батьківщина кличе до бою (Куйбишев, 1943),
  - дної матері ми діти (Ужгород, 1946),
  - У сім'ї радянській (Ужгорород, 1947),
  - Що в серці найсвятіше (1958),
  - Іду життям (1960),
  - Бескиде, відрадо моя (1961),
  - Колиска орлина (1963),
  - Малиново квітнуть ялини (1966),
  - Терези часу (1967),
  - Верховина (1978).
- Sbírka básní a povídek «Рідний край кличе» (New York, 1938).
- Sbírka satirických a humorných povídek «Чорт на мотоциклі» (1966).
- Vojenská historická esej З левами на щитах:Генерал Свобода (česky Se lvy na štítech: Generál Svoboda) 1975.
- Překlady z češtiny, slovenštiny, maďarštiny.